# Equisetum ripense
Equisetum ripense là một loài dương xỉ trong họ Equisetaceae. Loài này được Nakai & F. Maek. mô tả khoa học đầu tiên.
Danh pháp khoa học của loài này chưa được làm sáng tỏ. 